# Alexandros Tziolis
Alexandros Tziolis (grško Αλέξανδρος Τζιόλης), grški nogometaš, * 13. februar 1985, Katerini, Grčija.
Tziolis je nekdanji nogometaš in član grške reprezentance. Igral je na položaju defenzivnega vezista, redkeje na položaju centralnega branilca. Znan je bil po svojem skoku, silovitih strelih z razdalje, natančnih podajah in fizični moči.

## Klubska kariera

### Zgodnja kariera
Svojo kariero je kot najstnik pričel v lokalni ekipi Apollon Litochorou iz Litochoroja. Zanjo je igral okoli 7 let in leta 2002 ga je skavt prvoligaškega Panioniosa pripeljal v Atene. V Panioniosu je ostal 3 sezone in bil vitalen člen začetne enajsterice, skupaj je zbral 61 nastopov in 3 zadetke. Leta 2005 je okrepil giganta Panathinaikos, ki je zanj odštel 650.000 evrov odškodnine.

### Panathinaikos
Tziolis se je kmalu po prihodu v Panathinaikos uveljavil v prvi enajsterici, iz katere je izrinil Hrvata Igorja Bišćana, ki je kljub izkušnjam iz Liverpoola v sezoni 2006/07 razočaral in po koncu sezone tudi zapustil klub. Panathinaikos si v sezonah 2006/07 in 2007/08 ni uspel priboriti nobene lovorike in največ kritik je letelo prav na Tziolisa in njegovega soigralca Loukasa Vyntro. Te kritike so bile dokaj neutemeljene, saj niti Tziolis niti Vyntra nista bila največja zaslužkarja v Panathinaikosovem moštvu. Poleg tega so od igralcev Panathinaikosa najbolj razočarale predvsem zveneče okrepitve iz tujine. Ob koncu sezone 2007/08 je bil Tziolis blizu odhodu iz Panathinaikosa, a se ga je novi trener Henk Ten Cate odločil obdržati v ekipi. Odločitev se je kljub neopaznemu začetku sezone izkazala za pravilno, saj so Tziolisa novembra 2008 imenovali za igralca tekme ob epski zmagi Panathinaikosa v Ligi prvakov, s 3–0 je na gostovanju padel Werder Bremen. Tziolis je na tisti tekmi dosegel tretji zadetek svojega moštva. Nekateri grški športni časopisi so po tekmi pisali, da Tziolis zmage ni praznoval z navijači, ker je bil zagrenjen zaradi kritik na račun njegove igre, ki jih je prejemal v preteklih mesecih. Od srečanja z Werderjem je Tziolis kazal vedno boljše predstave, v trenerjevi formaciji 4-3-2-1 je sčasoma dobival vedno več priložnosti, bolj ali manj namesto Marcela Mattosa.

### Werder Bremen
7. januarja 2009 je Tziolis prestopil v nemški Werder Bremen, kamor ga je Panathinaikos posodil za pol leta. Nemci so za ta posel grškemu klubu plačali 300.000 evrov. Klavzula v pogodbi je določala, da imajo vodilni v Werderju po preteku teh 6 mesecev ekskluzivno pravico za Tziolisa ob odškodnini 1,6 mio evrov.
V Bremnu je Tziolis preživljal odlične čase, saj se je ustalil v Werderjevi vezni vrsti in je klubu pomagal do uvrstitve v finale Pokala UEFA, kamor se je uvrstil še ukrajinski Šahtar Doneck. Tziolis je na finalu 20. maja 2009 na igrišče prišel s klopi, v 103. minuti je zamenjal Petra Niemeyerja. V preostanku podaljška je skoraj dosegel zadetek, a je na koncu ostalo pri izidu 1–2 in zmagi Ukrajincev. Tziolis je z Werderjem tudi osvojil svojo prvo profesionalno lovoriko – DFB-Pokal. V finalu tega nemškega pokalnega tekmovanja je Werder z 1–0 premagal Bayer Leverkusen, edini gol je dosegel Mesut Özil.

### Vrnitev v Panathinaikos
Tziolis se je poleti 2009 vrnil v Panathinaikos, saj so se ga pri Werderju odločili izpustiti iz rok. Vrnitev se ni izkazala za najbolj posrečeno potezo, saj je le poredko dobival priložnost za igro. Panathinaikos se je v tisti sezoni tudi brez izdatnejšega prispevka s strani Tziolisa veselil 1. mesta v grški Superligi in v grškem pokalu.

### AC Siena
29. januarja 2010 je sledil prestop v Italijo, k moštvu A.C. Siena. Tziolis je v italijanski Serie A debitiral 6. februarja 2010, na srečanju 23. kroga proti ekipi Sampdorie.

### Racing Santander
Avgusta 2010 ga je A.C. Siena posodila za eno leto španskemu prvoligašu Racingu iz Santanderja. 

## Reprezentančna kariera
Po 12 nastopih v reprezentanci do 21 let je Tziolis 21. januarja 2006 debitiral v članski reprezentanci. Grčija je tedaj igrala prijateljsko tekmo proti Južni Koreji. Selektor Otto Rehhagel ga je leta 2008 uvrstil med potnike na Evropsko prvenstvo. Na prvenstvu je zaigral le na zadnji tekmi v skupini D proti Španiji, ki se je končala z zmago Španije 1–2.
Tziolis je odigral pomembno vlogo v kvalifikacijah za Svetovno prvenstvo 2010 in selektor Rehhagel ga je maja 2010 postavil v ekipo, ki je Grčijo zastopala na jugu črne celine. Tziolis je na prvenstvu začel in končal vse tri tekme Grčije v skupini B, tako je sodeloval tudi pri zgodovinski prvi zmagi Grčije na Svetovnih prvenstvih 17. junija 2010 proti Nigeriji (2–1).

## Dosežki
- Werder Bremen

- DFB-Pokal:

- 1. mesto: 2009

- Pokal UEFA:

- 2. mesto: 2008/09

- Panathinaikos

- Grška Superliga:

- 1. mesto: 2009/10

- Grški pokal:

- Zmagovalec: 2010
- Finalist: 2007